# Cassens CW 700
Der Containerschiffstyp Cassens CW 700 wurde in einer Serie von neun Einheiten gebaut.

## Einzelheiten

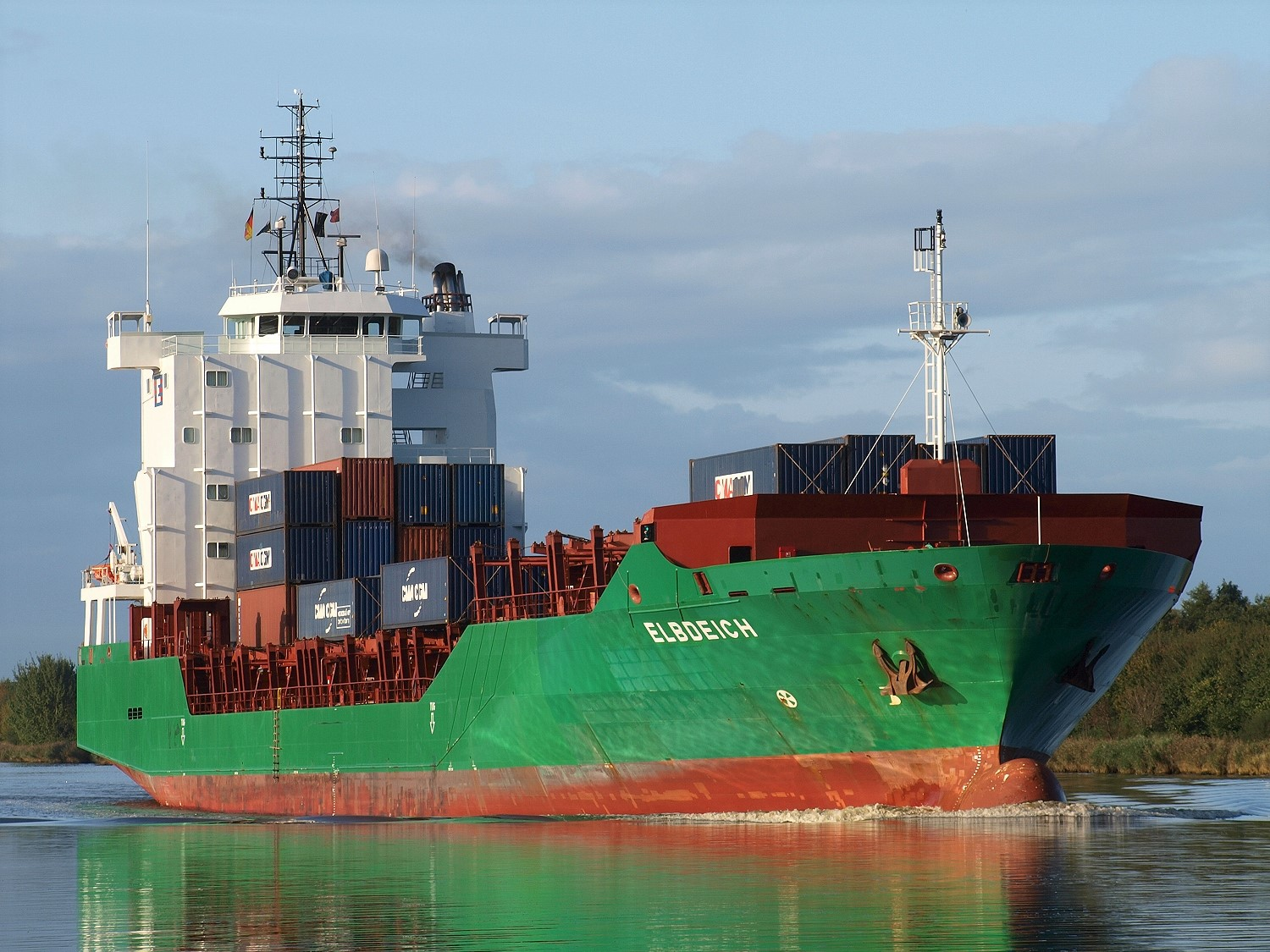
Die Elbdeich 2012 im Nord-Ostsee-Kanal

Die Baureihe CW 700 der Emder Cassens-Werft wurde in den Jahren 2005 bis 2008 für verschiedene deutsche Reedereien gebaut. Die Schiffe sind als Mehrzweck-Trockenfrachtschiffe ausgelegt. In der Hauptsache werden sie im Containertransport eingesetzt. Die Kapazität beträgt 712 TEU, von denen 467 TEU an Deck und 245 TEU in den drei Laderäumen gestaut werden können. Bei einer homogenen Beladung mit 14 Tonnen schweren 20-Fuß-Containern ist der Transport von bis zu 424 TEU möglich. Die drei ersten Schiffe der Serie verfügen über zwei Kräne mit 40 Tonnen Tragkraft.
Der Antrieb der Schiffe besteht aus einem MaK-Viertakt-Dieselmotor des Typs 8 M43 C mit einer Leistung von 7200 kW. Der Motor treibt einen Wellengenerator und den Verstellpropeller an und ermöglicht eine Geschwindigkeit von 18 Knoten. Weiterhin stehen zwei Hilfsdiesel und ein Notdiesel-Generator zur Verfügung. Die An- und Ablegemanöver werden durch ein Bugstrahlruder unterstützt.
Für die Unterbringung der Besatzung sind 18 Einzelkammern vorhanden.
Erwähnenswert ist das Schicksal des letzten Schiffes der Serie, der Paritas-H. Das ursprünglich 17,8 Millionen Euro teure Schiff wurde im Zuge der Finanzkrise ab 2007 nicht von der Reederei Hinsch abgenommen. Bis April 2010 lag das Schiff an der Werft auf und wurde zu einem Preis zwischen zwölf und dreizehn Millionen Euro angeboten. Ende April 2010 wurde das Schiff an die portugiesische Reederei Empresa de Navegação Madeirense verkauft und kam nach dem Aufbau von Kranen als Funchalense 5 in Fahrt.

## Die Schiffe
| Cassens CW 700                     | Cassens CW 700 | Cassens CW 700 | Cassens CW 700                    | Cassens CW 700    | Cassens CW 700 |
| Bauname                            | Bau- nummer    | IMO- Nummer    | Kiellegung Stapellauf Ablieferung | Auftrag- geber    | Umbenennungen und Verbleib |
| ---------------------------------- | -------------- | -------------- | --------------------------------- | ----------------- | --- |
| CFS Palamedes                      | 242            | 9322841        | 07.09.2004 19.03.2005 15.06.2005  | Harren & Partner  | 2020 Blessing → 2021 Sing, so 2023 in Fahrt |
| CFS Panavera                       | 244            | 9328613        | 22.03.2004 07.09.2005 02.12.2005  | Harren & Partner  | 2019 Panavera → 2019 Mabrooka → 2019 Panavera → 2021 Hakan Oba → 2022 F Lana, so 2023 in Fahrt                                                    |
| CFS Pafilia                        | 243            | 9322853        | 22.11.2004 03.02.2006 04.05.2006  | Harren & Partner  | 2021 Pafilia, so 2023 in Fahrt |
| Elbdeich                           | 247            | 9351098        | 01.12.2004 26.07.2006 30.09.2006  | Elbdeich Reederei | abgeliefert als Gracechurch Sun → 4/2009 Louise Borchard → 2011 Elbdeich → 2016 Max Stability → 2021 Max, so 2023 in Fahrt                        |
| Elbinsel                           | 248            | 9351103        | 01.12.2004 09.12.2006 15.02.2007  | Elbdeich Reederei | abgeliefert als Gracechurch Venus → 2/2010 Ruth Borchard → 2011 Elbinsel → 2015 Max Strength → 2018 Pacific Monaco, so 2023 in Fahrt              |
| Elbmarsch                          | 249            | 9351115        | 10.12.2004 14.04.2007 14.06.2007  | Elbdeich Reederei | abgeliefert als Candelaria del Mar → 5/2008 Elbmarsch → 2015 Max Sun → 2016 Emily Bochard → 2016 Max Sun → 2018 Atlantic Bridge, so 2023 in Fahrt |
| Libertas-H                         | 250            | 9388388        | 18.04.2007 13.08.2007 28.09.2007  | Reederei Hinsch   | 11/2008 CMA CGM Safi → 9/2009 Libertas-H, so 2023 in Fahrt                                                                                        |
| Monsun                             | 253            | 9388417        | 22.11.2004 03.12.2007 08.02.2008  | Heinz Moje        | 2009 Dinah Borchard → 2010 Monsun → 2015 Max Supporter → 2018 Atlantic Pioneer, so 2023 in Fahrt                                                  |
| Paritas H.                         | 251            | 9388390        | 18.12.2007 06.05.2008 01.08.2009  | Reederei Hinsch   | 2010 Funchalense 5, so 2023 in Fahrt |
| Daten: Miramar Ship Index, Ship-DB |                |                |                                   |                   | |